# RDK 280
RDK 280 (нем. Raupen Dreh Krane, гусеничный поворотный кран) — монтажный полноповоротный стреловой самоходный гусеничный кран. Разработан и производился в период с 1975 года по 1977 год, в ГДР.
«Двести восьмидесятый», в отличие от RDK 25 и серий RDK 250, предназначались и поставлялись, в первую очередь, в страны-участницы СЭВ, был адаптированы под технические требования и климатические условия этих стран. Таким образом, краны этой модели можно назвать «европейским аналогом» крана RDK 250-1. От кранов, предназначенных для поставки в СССР (RDK 25 и его модифицированных серий RDK 250-1), данная модель отличается прежде всего повышенной грузоподъёмностью (на основном подъёме до 28 т), повышенными высотными характеристиками (высотой подъёма), а также узлами и деталями, применяемыми в кране, например двигателями производства заводов-изготовителей из ЧССР.

## Описание
Кран предназначен для:
- Строительно-монтажных (ПГС) и погрузочно-разгрузочных работ;
- Для перегрузки сыпучих грузов кран может работать со специальными грузозахватными механизмами, грейферами.

Кроме вышеперечисленного, для крана существует специальное навесное оборудование, позволяющее выполнять бурильные, сваебойные и навесное оборудование для сваевдавливающих работ.

## Модификации
Существуют модифицированные модели базового RDK 280:
- RDK 280-1. От базового отличается более совершенным двигателем и кабиной управления (выполнена «со скосом»). Европейский аналог крана RDK 250-2. Серия кранов производилась в период с 1978 года по 1979 год.

## Технические характеристики
Характеристики RDK-280 приведены в карточке

## Конструкция
Кран состоит из ходовой и поворотной частей, лебёдки, вращательного механизма, генераторной группы, дизельного генератора, монтажной стойки, кабины управления, опорно-поворотного устройства, основной стрелы и гуська, крюковых обойм.

### Стреловое оборудование
Кран может комплектоваться и работать в двух исполнениях:
- Стреловое оборудование. Состоит из основной стрелы с оголовком и жёсткого решётчатого гуська. Возможно удлинение основной стрелы с помощью решётчатых секций-вставок.
- Башенно-стреловое исполнение (сокр. БСИ). Состоит из неподвижной мачты решётчатой конструкции. Мачта держится при помощи специальных тросов-оттяжек, которые крепятся к раме крана. К мачте крепится управляемый (т. н. «маневровый») гусёк решётчатой конструкции. Вылет меняется движением маневрового гуська.

Работы с грейфером выполняются в стреловом исполнении, работы в башенно-стреловом исполнении запрещены.
Для предотвращения опрокидывания крана на стреловое оборудование устанавливается специальный механический ограничитель грузоподъёмности.
Подъём груза осуществляется с помощью лебёдки с двумя электрическими двигателями — для каждой крюковой обоймы свой. Редуктор лебёдки соединён с барабаном. У лебёдки есть планетарная и промежуточная передачи. Механизм действия вспомогательной лебёдки — аналогичный.

### Поворотная платформа
Кабина управления выполнена раздельно с остальной частью корпуса крана, для удобства её снятия в случае транспортировки по железным и автомобильным дорогам, в противном случае нарушается «габарит по высоте».

### Привод крана
Все механизмы, отвечающие за передвижение крана могут питаться, как от собственной дизель-электростанции крана, так и от внешнего источника — электрической сети 380 В.
Остальные механизмы, отвечающие за подъём-опускание грузов на основном и вспомогательном крюковых обоймах, подъём-опускание стрелы и управление гуськом питаются только от внешней сети (в связи с большим потреблением мощности двигателей этих механизмов).

## Транспортировка
В связи с низкой собственной скоростью перемещения (менее 1 км/ч) и высоким износом лент, а также в связи с ограничением проезда по асфальтовым и бетонным дорогам механизмам на гусеничном ходу (повреждение покрытий), кран перевозят (в зависимости от расстояния) следующими способами:
- По железной дороге. В этом случае кран разбирается (в соответствии с нормами в РФ по габаритам) и транспортируют на платформах в разобранном виде. Кран транспортируется со снятой стрелой, укосина опускается в транспортном положении. Кабину управления также необходимо снимать.
- По автодорогам. Если требуется перевозка на небольшие и средние расстояния, используется седельный тягач со специальным прицепом-трейлером с возможностью самостоятельного заезда крана. В этом случае кран разбирается не полностью (под габарит автопоезда, регулируется согласно установленным правилам и регламентам перевозки негабаритных грузов). Разборки при транспортировке по опорно-поворотному устройству не требуется. Каждую транспортировку необходимо согласовывать с местными органами ГИБДД (получение разрешения, выдача машины сопровождения и т. д.)[1].

## RDK-280 в России и СНГ
В связи со становлением рыночной экономики, а также со стабильно высоким спросом на краны марки TAKRAF RDK, «краны-аналоги» (б/у), такие как RDK-280 стали импортироваться из Европейского Союза, в первую очередь из стран-участниц бывшего Совета Экономической Взаимопомощи.